# Woo Sang-kwon
Woo Sang-kwon (* 2. Februar 1928; † 13. Dezember 1975) war ein südkoreanischer Fußballspieler.

## Karriere
Woo war Teil des Kaders der südkoreanischen Nationalmannschaft bei der Weltmeisterschaft 1954 und hatte hier in der Gruppenphase Einsätze gegen Ungarn und die Türkei. Später gewann er mit seiner Mannschaft noch die Asienmeisterschaft 1956 und 1960.
Er war auch Teil der Mannschaft bei den Olympischen Spielen 1964 in Tokio.
Nach seiner Karriere als Spieler war er als Co-Trainer bei der Hamyang Technical High School aktiv. Auf gleicher Position begleitete er zudem von 1969 bis 1971 die südkoreanische Nationalmannschaft. 